# Códigos de Ouro
Os códigos de ouro são os códigos de lançamento de armas nucleares fornecidos ao presidente dos Estados Unidos em seu papel de comandante-em-chefe das forças armadas . Em conjunto com a maleta contendo os códigos nucleares (chamada de bola nuclear), os Códigos de Ouro permitem que o presidente autorize um ataque nuclear. Os Códigos de ouro, bem como a maleta contendo os códigos, também permanecem com vice-presidente caso o presidente esteja incapacitado ou incapaz de cumprir os deveres do cargo de acordo com a Vigésima Quinta Emenda da Constituição dos Estados Unidos . Os Códigos de Ouro estão dispostos em uma coluna e impressos em um cartão plástico apelidado de "o biscoito".
O tamanho do cartão é semelhante ao de um cartão de crédito, e o presidente deve carregá-lo consigo. Antes de poder ser lido, uma cobertura plástica opaca deve ser quebrada em duas e removida.
Os Códigos de Ouro são gerados diariamente e fornecidos pela Agência de Segurança Nacional (NSA) à Casa Branca, ao Pentágono, ao Comando Estratégico dos Estados Unidos e ao sistema de  links de comunicação projetados para serem usados em caso de guerra nuclear, chamado de TACAMO ("Take Charge And Move Out") . Para um nível extra de segurança, a lista de códigos no cartão inclui códigos que não têm significado e, portanto, o presidente deve memorizar onde na lista está localizado o código correto. O conceito por trás dos códigos é que eles permitem que o presidente se identifique positivamente como comandante-chefe e, assim, autentique uma ordem de lançamento ao Centro Nacional de Comando Militar (NMCC).

## Protocolo
Caso o presidente decidisse ordenar o lançamento de armas nucleares, o presidente seria afastado pelo portador da maleta nuclear contendo os códigos e a maleta seria aberta.  O presidente então decidiria quais opções de ataque (ordens específicas para ataques a alvos específicos) usar. As opções de ataque são planos de guerra predefinidos desenvolvidos sob o OPLAN 8010 ou Plano Operacional Único Integrado - SIOP (em língua inglesa, "Single Integrated Operational Plan/SIOP) e incluem opções de ataque principais (MAOs), opções de ataque selecionadas (SAOs) e opções de ataque limitadas (LAOs). A opção de ataque escolhida e os códigos de ouro seriam então transmitidos ao Centro Nacional de Comando Militar dos Estados Unidos através de um canal seguro especial.
Stephen Schwartz, consultor independente de política nuclear, explicou em 2018: "Uma vez que a identidade [do presidente] é verificada, ele dá a ordem e é transmitida pela cadeia de comando. A cadeia de comando vai do presidente até o presidente da Chefes de Estado-Maior Conjuntos, e então, se estivermos usando armas de longo alcance, através do Comando Estratégico, então a ordem é retransmitida para nossas forças em campo. Sempre acontece com extrema rapidez." 
Como comandante-chefe, o presidente é o único indivíduo com autoridade para ordenar o uso de armas nucleares. O presidente e outro funcionário de alto escalão, como o vice-presidente ou o secretário de defesa, devem autenticar conjuntamente a ordem de uso de armas nucleares.  O especialista em política de defesa nuclear Franklin Miller afirma que o presidente tem autoridade quase única para iniciar um ataque nuclear; embora o secretário de defesa seja obrigado a verificar a ordem, eles não podem legalmente vetá-la.  No entanto, a Seção 4 da Vigésima Quinta Emenda da Constituição permite que o vice-presidente, juntamente com a maioria dos chefes de gabinete ou do Congresso, para declarar o presidente inválido ou inapto para exercer as funções do cargo.